# Gilbert Le Lasseur de Ranzay
 (décembre 2018).
Si vous disposez d'ouvrages ou d'articles de référence ou si vous connaissez des sites web de qualité traitant du thème abordé ici, merci de compléter l'article en donnant les références utiles à sa vérifiabilité et en les liant à la section « Notes et références ».

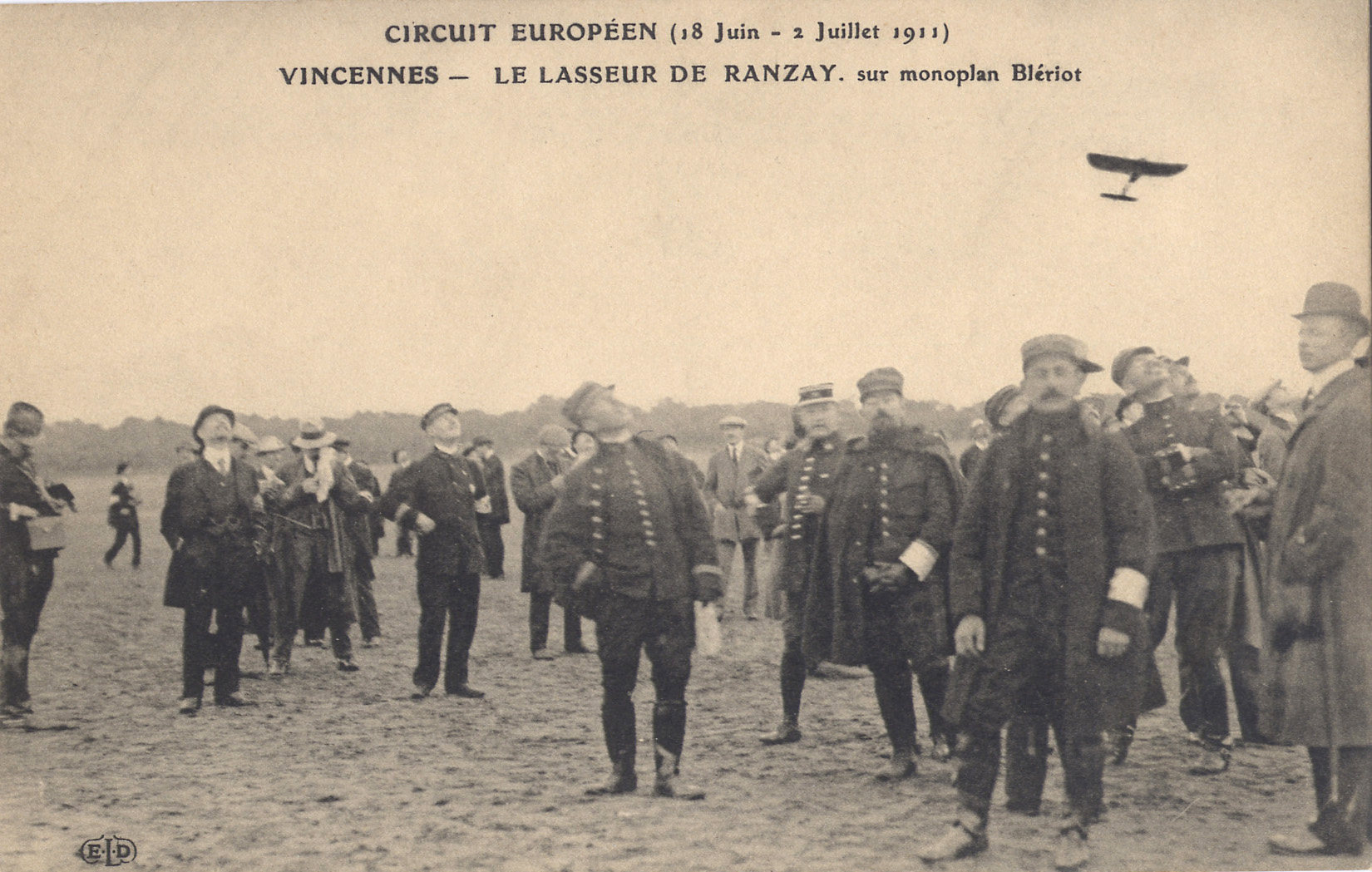
Gilbert Le Lasseur de Ramzay sur monoplan Blériot

Gilbert Le Lasseur de Ranzay, né à Paris (Seine) le 26 août 1885 et mort d’une fièvre typhoïde à l’Hôpital de Florence en janvier 1912, est un aviateur français, pionnier de l'aviation.

## Biographie
Gilbert Le Lasseur de Ranzay, naît à Paris (Seine) le 26 août 1885. Son père est le poète Louis Le  Lasseur de Ranzay.
Aviateur français, il est présent à Nantes aux journées d'aviation de 1910 organisées sur la prairie de Mauves et qui s'étaient soldées par de nombreuses avaries en raison du mauvais temps.
Il reçoit son certificat d'aviateur le 29 avril 1911 de l'Aéro-Club de France. Il prend part aux grandes épreuves aériennes de 1911 dont la Course aérienne Paris-Madrid (1911) sur Blériot XI. Il abandonne à Ménétréol-sous-Sancerre.
Ce pionnier du ciel est le premier à avoir rejoint Nantes en avion. Il relie en effet par étapes, à bord de son avion monoplan, Étampes à Nantes, sur la prairie de Mauves, le dimanche 27 août 1911 à sept heures trente du matin. Sur sa route, il avait choisi le champ de manœuvre de la Dravaye d'Ancenis pour faire le plein d'essence. Un autre aviateur, le docteur Bianchi, l'y aide à remplir les réservoirs avec des bidons de Moto-Naphta.
Il pose le premier avion à Alicante, en gagnant une course depuis Valence.
Il décolle avec un aéroplane monoplan du constructeur Blériot, le matin du vendredi 20 octobre 1911, à 9 h 30, avec un passager le baron Della Noce, de Bologne pour Campo di Marte, en survolant les Apennins, mettant 60 minutes pour franchir la chaîne montagneuse. Le 26 novembre 1911, Gilbert Le Lasseur De Ranzay décolle du Prato di Camollia, avec son “Blériot 11/2”, survole la Tour del Mangia.
Son XI-2 est un deux sièges tandem, motorisé Gnome de 80 ch et volant à 120 km/h.
Il meurt d’une fièvre typhoïde à l’hôpital de Florence en janvier 1912.
Il possédait la propriété du Ranzay située à Saint-Joseph de Porterie.
En 1912, Louis-Henri Nicot est choisi pour ajouter une sculpture L’Hymne à la mort à la tombe de Gilbert Le Lasseur de Ranzay.

## Hommages

### Italie
Les habitants de Sienne rendirent hommage à l'aviateur en faisant graver une épitaphe, composée par Philippe Virgile, sur la façade du palais, place d'Armes de la ville.

## Pour approfondir